# (15907) Робот
(15907) Ро́бот (лат. Robot) — астероид внутренней части главного пояса, открытый 6 октября 1997 года чешским астрономом Петром Правецем в обсерватории Ондржеёв. Назван в честь слова «робот», придуманного чешским художником Йозефом Чапеком для пьесы его брата Карела Чапека «Р. У. Р.» (1920).

Орбита астероида Робот и его положение в Солнечной системе